# 馬克西米利安·霍恩貝格
馬克西米利安·霍恩貝格（德語：Maximilian Hohenberg，1902年9月29日—1962年1月8日），奧地利皇儲法蘭茲·斐迪南的長子。
由於父母的婚姻屬於貴庶通婚，馬克西米利安不具有奧匈帝國的繼承權。1916年法蘭茲·約瑟夫一世去世，馬克西米利安的堂哥卡爾繼位為奧地利皇帝，隔年賜予馬克西米利安「霍恩貝格公爵」的頭銜。

## 家庭
1926年，馬克西米利安與瑪麗亞·伊莉莎白·博娜（Maria Elisabeth Bona）結婚，兩人共有六個兒子：
1. 法蘭茲（英语：Franz, Duke of Hohenberg）（1927年—1977年）
2. 格奧爾格（英语：Georg, Duke of Hohenberg）（1929年—2019年）
3. 阿爾布雷希特（1931年出生）
4. 約翰尼斯（1933年—2003年）
5. 彼得（1936年—2017年）
6. 格哈德（1941年—2019年）